# ویلیچکا
ویلیچکا (به زبان لهستانی: Wieliczka) یک شهر در لهستان است که در Gmina Wieliczka واقع شده‌است.

## خصوصیات
ویلیچکا ۱۳٫۴۱ کیلومترمربع مساحت و ۲۰٬۰۷۵ نفر جمعیت دارد.

## خواهرخوانده
شهرهای برگکامن، توتما، Saint-André-lez-Lille، سستو فیورنتینو و Litovel خواهرخوانده‌های ویلیچکا هستند.